# Беларуская культура
«Беларуская культура» — літературно-громадський журнал. Видавався з липня до вересня 1927 року у Вільнюсі білоруською мовою. Редактор-видавець — Франтишек Умястовський.
Ідейні позиції журналу були обумовлені помірними поглядами редактора, його політичною орієнтацією на територіальну автономію Західної Білорусі з послідовною еволюцією до незалежності. Висвітлював питання історії Білорусі («Про унії на білоруських землях», «Шлях до незалежності Білорусі», «Покарання»), білоруської освіти на західних землях («Шкільна справа в Польщі» М. Кравцова), писав про краєзнавчу роботу в БРСР. Опублікував статтю «Тримаймася рідних назв» Кравцова (під псевд. Звончик), де показано, як польська адміністрація тенденційно спотворює етнічну основу білоруських топонімів.
На сторінках журналу опубліковані твори М. Богдановича, А. Бартуля, М. Василька, Е. Долина та ін. Переклади білоруською мовою актуальних для західнобілоруського життя філософських творів С. Белайца, М. Горького, А. Міцкевича, Р. Ролана, Ю. Словацького, Р. Тагора, огляд творчості Я. Коласа. У розділі «Бібліографія» був список виданих білоруською мовою у Вільнюсі книг і огляд білоруської друку за 1906—1927. Мав ґрунтовний розділ «Хроніка».
Вийшло 3 видання у 2 книгах.

## Джерело
- Ліс, А. С. «Беларуская культура» / А. С. Ліс // Энцыклапедыя гісторыі Беларусі. У 6 т. Т. 1: А — Беліца / Беларус. Энцыкл.; Рэдкал.: М. В. Біч і інш.; Прадм. М. Ткачова; Маст. Э. Э. Жакевіч. — Мн.: БелЭн, 1993. — 494 с., [8] к.: іл. ISBN 5-85700-074-2. — С. 376.